# Марусан, Екатерина Александровна
Екатери́на Алекса́ндровна Маруса́н (род. 5 ноября 1987, Свердловск) — двукратная чемпионка России по сквошу (2011 и 2013 год). В 2014 году вступила в WSA (в дальнейшем объединено с PSA World Tour), где в 2014—2015 году была единственной спортсменкой, представляющей Россию. Наивысшее место в рейтинге PSA — 113 (ноябрь 2015 года).

## Биография
В юношестве занималась бадминтоном, однако в 2008 году попробовала сквош и полностью погрузилась в этот вид спорта.
В 2010 году переехала в Москву.
К 2011 году стала 2-й ракеткой России и членом национальной женской сборной по сквошу, выиграла первый официальный Чемпионат России.
В 2012 году получила диплом тренера I категории ESF.
В июне 2013 года родила дочь, Ксению. В декабре того же года во второй раз стала чемпионкой России. В 2014 году вступила в PSA World Tour. На октябрь 2021 года занимает 328-ю строчку мирового рейтинга.